# 용인 임진산성
용인 임진산성(龍仁 壬辰山城)은 대한민국 경기도 용인시 수지구 풍덕천동에 있는 산성이다.

## 개요

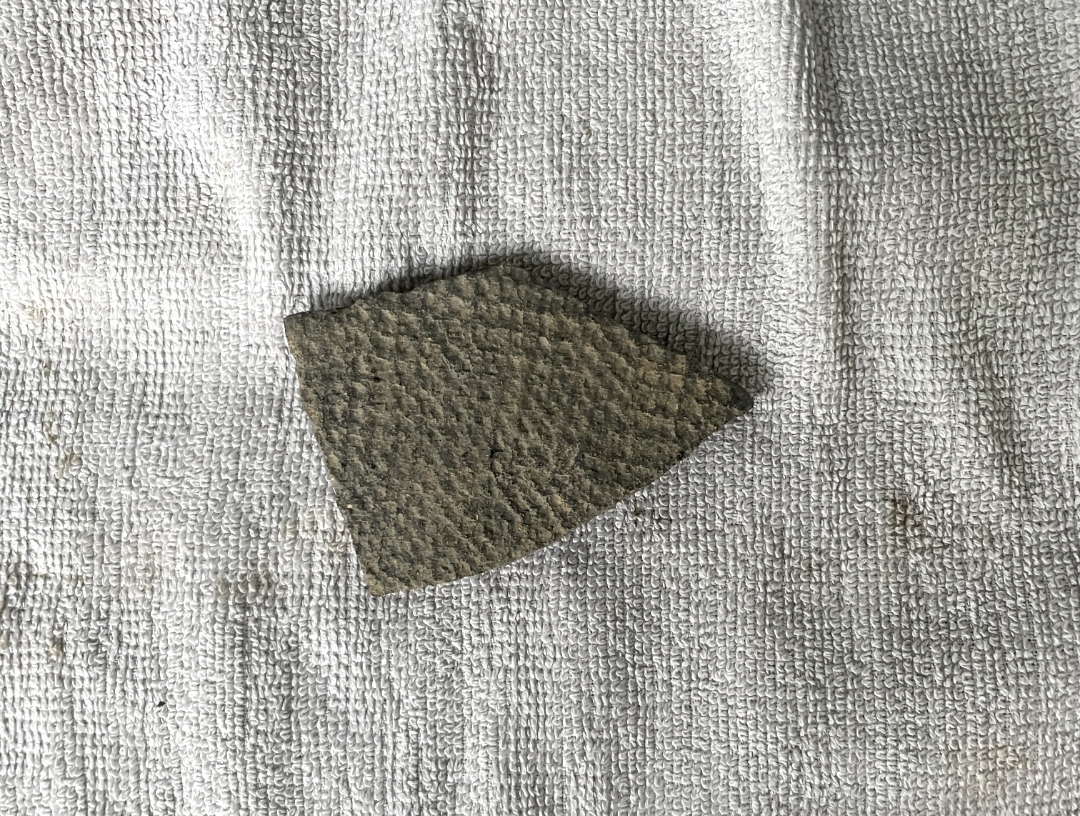
용인 임진산성(풍덕천동) 백제 4~5C 타날문 토기편

용인 임진산성은 청동기시대 무문 토기, 석기류, 삼국시대 백제 타날문토기, 기와편, 청동제류, 철제류, 조선시대 중국제 명문 도자기, 기와, 임진왜란 당시 조선군이 사용한 총통, 철편들이 출토된 복합유적이다.

## 명칭
최초의 임진산성(壬辰山城)에 대한 기록은 1942년 조선총독부 『조선보물고적조사자료朝鮮寶物古蹟調査資料』 경기도 용인군 一五 27차 城地 풍덕천진지豊德川陣址에서 보정리, 풍덕천리 일대의 임진산성은 “구릉의 땅을 고른 것으로 주위(周圍) 약 50칸(약 90m) 풍덕천진지(豊德川陣址)라 칭하며 임진왜란(壬辰役) 중에 일본군이 쌓은 것이라 한다."고 처음 기록되었다. 이후에 발간된 1971년 『전국유적목록(全國遺蹟目錄)』과 1977년 『문화유적총람(文化遺蹟總攬)』에서는 구성면 보정리와 수지면 풍덕천리의 경계상에 입지한 임진산성 2개 모두 임진왜란 때 일본군이 축성했다고 전해진다.

## 유형
1997년 4월 수지읍(이하 당시 지명) 삼성 임대 아파트 건설 현장에서 조경 공사를 하다가 조선시대 현자총통 2점이 발견되어 경기도 박물관에서 발굴 조사가 진행됐다. 발굴 조사 결과 이 유적은 용인시 수지읍 풍덕천리 산 37번지와 구성면 보정리 산 82-2번지 일대에 걸쳐 있는 임진산(해발 129m)과 그 주변 지역이었다. 임진산성은 발굴 조사 이전에 이미 상당 부분 훼손된 상태였기 때문에 정확한 형태나 구조를 밝힐 수 있는 유구들이 제대로 조사되지 않았다. 특히 대부분 기반암층인 풍화 암반층까지 교란된 양상을 나타내고 있어 그동안 형성된 문화층(文化層)은 대부분 파괴된 것으로 추정되지만 임진산성 정상에서 저장공이 조사되었고 이곳에서 출토된 철정의 머리 부분에 목질흔(木質痕)이 잔존하는 것을 통해 임진산성 정상부에 목재 건물이 있었던 것으로 추정된다.

## 의의
용인 임진산성은 삼국시대 초기백제시대 관방 및 생활사, 조선시대 임진왜란 당시의 무기발달사를 보여주는 중요한 유적이다. 임진산성에서는 청동기시대 주거지와 초기백제시대 유물들이 발굴되었다. 임진산성 북쪽 용인시 수지구 전역에 걸쳐 초기백제시대 주거지, 토광묘, 주조철부(鑄造鐵斧)와 철도자(鐵刀子), 철가래(鐵加乃) 철제 농공구류, 시루, 타날문토기, 장란형토기, 심발형토기, 삼족기(三足器), 고배(굽다리접시), 개배(뚜껑접시) 등 고급기종과 생활기종 토기류가 혼합되어 고루 분포한 것으로 조사되었지만, 몽촌토성에서 출토된 백제토기류는 나타나지 않는 점으로 보아 임진산성은 청동기시대 취락에서 기원후 3C 시기까지 초기백제의 중요한 관방치소로 활용되었던 것으로 추정된다. 고구려에서 이 지역 일대는 구성현(駒城縣) 또는 멸오(滅烏)라고 칭하였다. 5C 고구려의 장수왕은 백제의 수도 위례성을 함락하고 탄천을 따라 남진하여 부강 남성골산성을 지나 대전광역시 서구에 있는 월평동산성(月坪洞山城)까지 진출한다. 이 과정에서 탄천을 따라 백제마을들은 사라졌고, 백제인들의 시신이 널려져 있었는데 까마귀가 이것을 보고 슬프게 울었다는 구성현 지역의 멸오(滅烏) 지명유래가 전해진다. 초기백제의 관방이였던 용인 임진산성은 이것과 전혀 무관하지 않다. 한편 임진산성에서 조선시대 무기류 및 임진산성 동남부 보정동에서 ‘만력 20년(萬曆 二十年)’명 총통이 발굴되었는데 1∼2㎞ 사이의 3개 지점 모두 4문의 총통이 발견된 점을 고려할 때, 지역 밀집도가 매우 높음을 보여준다. 이 일대는 임진왜란 당시 한양 수복을 목표로 상경하던 하삼도 근왕병(下三道勤王兵) 6만 명이 왜군 1,600명에게 참패를 당한 용인 광교산 전투의 현장으로 추정되고 있다.